# Konceakî, Fastiv
Konceakî (în ucraineană Кончаки) este un sat în comuna Prîșîvalnea din raionul Fastiv, regiunea Kiev, Ucraina.

## Demografie
Componența lingvistică a localității Konceakî
     Ucraineană (94,59%)
     Rusă (4,05%)
     Belarusă (1,35%)
Conform recensământului din 2001, majoritatea populației localității Konceakî era vorbitoare de ucraineană (94,59%), existând în minoritate și vorbitori de rusă (4,05%) și belarusă (1,35%).